# 福尔摩斯 伯爵令媛诱拐事件
《福尔摩斯 伯爵令媛诱拐事件》是一款由Towa Chiki制作和发行的动作类游戏。 本游戏于1986年12月11日在日本地区FC游戏机发行。
游戏的主要内容为福尔摩斯前去营救伯爵的女儿，她被一个恶棍所绑架。福尔摩斯在整个英国进行调查访问，通过收集线索并打败恶棍，以完成这次绑架事件。
公园、下水道和私人住宅都能够提供线索。如果福尔摩斯认错绑架者，则案件成为完美犯罪，游戏结束。